# Nicolo Giraud
Nicolo Giraud o Nicolas Giraud (circa 1795 – dopo il 1815) è conosciuto per essere stato amico e probabilmente amante del poeta romantico inglese George Gordon Byron.
Giraud conobbe il poeta probabilmente intorno al 1810, mentre Byron si trovava ad Atene, dove passarono molto tempo insieme. Si dice che Giraud insegnò l'italiano a Byron, e che fu suo compagno di viaggio in Grecia. Il poeta pagò l'educazione del giovane e lasciò scritto nel suo testamento che questi dovesse ricevere, alla sua morte, 7 000 sterline (380 000 sterline del 2010). Anni dopo la loro separazione però, il poeta inglese modificò il suo testamento e tolse tutti i riferimenti al giovane greco. A parte la sua relazione con Byron, ben poco si sa della vita di Giraud.
L'amicizia tra i due è diventata un tema di interesse tra i biografi e gli studiosi di Byron. Molti credono che la relazione della coppia fosse meramente platonica; ciò nonostante vi sia stata corrispondenza tra Byron e i suoi amici fino al XX secolo per discutere sul fatto che entrambi mantenevano una relazione amorosa. La prima insinuazione su una eventuale relazione sessuale tra di loro proviene dal poema di George Colman intitolato Don Leon, nel quale Byron è il protagonista e si presenta a Giraud come il suo liberatore dai pregiudizi sessuali propri della Gran Bretagna. Ciò nonostante, la poesia non è biografica, giacché plasma i punti di vista sociali e politici di Colman.

## Biografia
Nicolas Giraud nacque in Grecia da genitori francesi; il nome di Nicolo, con cui è più noto, glielo diede Byron. Giraud potrebbe essere stato cognato di Giovanni Battista Lusieri, un pittore romano e agente di cambio di Thomas Bruce, VII conte di Elgin, Lord Elgin. Tuttavia, Demetrius Zoggrafo, la guida di Byron, informò il poeta che Lusieri, di 60 anni, non era sposato, e che stava corteggiando due donne a tal punto che entrambe credevano che le avrebbe sposate. Lusieri ebbe uno stretto legame con Giraud, perciò che è possibile che entrambi fossero vincolati in altro modo, forse come padre e figlio.
Nel gennaio 1809, Byron conobbe Giraud ad Atene mentre viaggiava, ed entrambi furono compagni finché Byron tornò dai i suoi viaggi a marzo. Durante l'anno successivo Giraud lavorò in un monastero cappuccino fino a quando non gli venne commissionato di insegnare italiano a Byron dopo il suo ritorno di quest'ultimo dalla Grecia. In questo periodo entrambi passarono i giorni a studiare, nuotare e godere del paesaggio, mentre Byron componeva poesie.
Byron portò Giraud a visita presso Charles Meryon, un dottore inglese che raccontò la visita nelle sue memorie, evidenziando il vivido interesse di Byron per il giovane. Meryon fu un assiduo compagno di viaggio di Michael Bruce e Hester Stanhope, nonché di altri amici di Byron. I racconti di Michael Bruce e Howe Browne testimoniarono entrambi degli incontri tra Byron e Giraud: nel 1810, Giraud fu maggiordomo di Byron durante i suoi viaggi nel Peloponneso e lo accudì durante la sua malattia mentre si trovavano a Patrasso. Dopo la guarigione di Byron, anche se ancora si sentiva debole, i due continuarono i viaggi, giungendo ad Atene il 13 ottobre. A novembre si unirono Lusieri, il console francese Louis-Francois-Sebastien Fauvel e un gruppo di accademici tedeschi.
La coppia si separò a La Valletta, città di Malta. Byron si occupò dell'educazione di Giraud pagando i suoi studi in un monastero dell'isola. I due si mantennero in contatto tramite corrispondenza. Un anno più tardi Giraud abbandonò il monastero dicendo a Byron che era stanco della compagnia dei monaci. Poco tempo dopo che Giraud abbandonasse Malta, Byron dispose che costui ereditasse 7 000 sterline (equivalenti a 380 000 sterline dell'anno 2010). Successivamente Byron eliminò questa disposizione dal suo testamento, come fece con altre destinate ad altri giovani compagni, incluso John Edleston.
Giraud scrisse a Byron nel 1815:
Tuttavia non ricevette alcuna risposta, probabilmente dovuto al fatto che lo stesso Byron, secondo il biografo Phyllis Grosskurth, fosse già sposato e che Giraud fosse l'ultima persona di cui desiderava ricevere notizia.

## Relazione con Byron
La relazione di Giraud con Byron è stata il tema di discussione dei biografi di Byron. Uno dei primi biografi inglesi, Moore, descrisse la relazione tra il poeta inglese e Giraud. Secondo il biografo, Byron, seppur accompagnato nei suoi viaggi in Grecia con altri giovani, rimase vicino a Giraud.
André Maurois, biografo degli inizi del XX secolo, sottolinea che "Byron era in grado di amare un tipo specifico di innocenza e gioventù" e che la relazione era una delle "passioni protettive" dell'inglese. Lo stesso G. Wilson Knight, nella sua biografia del 1953 sul poeta, credeva che questo interesse fosse di protezione nei confronti di Giraud così come nei confronti di altri giovani che conobbe nei suoi viaggi. Tuttavia, Giraud era speciale per Byron e, secondo Knight "probabilmente pensava a Nicolo quando scrisse che la Grecia era l'unico luogo che lo rendeva felice".
Alcuni critici non sono d'accordo sulla speculazione riguardante la relazione tra Byron e Giraud. Ethel Mayne, biografa dei primi del XX secolo, segnala la normalità di una relazione come quella che vi erano tra i giovani, e la sua ambiguità inerente, quando afferma: «Il suo soggiorno fu evidenziato da una di queste amicizie ambigue, con un giovane infinitamente inferiore a lui di rango, rispetto a quelle avute durante sua vita [...] Si pensa che il poeta doveva imparare l'italiano da Giraud; questo fu il pretesto per dargli, durante la separazione a Malta in 1811 [...] un'importante somma di denaro».
Elizabeth Longford, nella sua biografia del 1976, non è d'accordo con le affermazioni che tra questi vi fosse una relazione fisica, e sostiene che "il preferito per Byron tra i ragazzi era Nicolo Giraud". Si avvicinò a Nicolo quando Hobhouse era in viaggio a Eubea un anno prima, ma non ci sono prove che i suoi sentimenti per Nicolo fossero altra cosa che platonici e protettivi". Jerome Christensen seguì questo punto di vista nel 1993, affermando che "sappiamo poco di quello che Byron ci dice".
Ciò nonostante, Christensen afferma che «anche se non esistono prove che Lord Byron, padrone e amico, fu così volgare come da stabilire un prezzo di mercato per i suoi piani sessuali in Grecia, Nicolo Giraud, è stato assunto come dragomanno e maggiordomo, posto che quasi di sicuro ciò comportasse un pagamento in amore e denaro.»
La biografia di Byron scritta da D. L. MacDonald nel 1986 descrive semplicemente Giraud come «il grande amore del tour orientale di Byron». Altri, come Jay Losey e William Brewer nelle loro analisi sulla sessualità del XX secolo, ipotizzano che la relazione di Byron con Giraud assomiglia alla forma greca di pederastia, e lo studioso di studi omosessuali, Louis Crompton, crede che la pederastia sia una facciata della vita di Byron e che le sue lettere suggeriscano una relazione sessuale tra i due. Inoltre Compton afferma che biografi come Leslie Marchand ignorano la naturalezza della relazione di Byron con Giraud. Tuttavia, Douglass cita anche l'opera di Crompton, Byron and Greek Love: «che la vita di Byron si concentra intorno ad una sola questione, anziché provare a creare una prospettiva più ampia. Questi studi originano pronte reazioni negative rispetto al conformarsi all'argomento, presentando una versione parziale».
Benita Eisler, nel 2000, sostiene che Giraud è stata un'altra conquista sessuale prevista da Byron. Eisler afferma che sebbene in un primo momento il poeta era incapace di ottenere «questo stato di totale e completa soddisfazione» con una relazione sessuale con Giraud, scrisse a Charles Matthes dichiarando che presto avrebbe conquistato tutte le restanti inibizioni del ragazzo.
Durante la malattia di Byron, proprio il poeta si vantò di fronte a Hobhouse e Lady Melbourne di continuare ad avere relazioni sessuali, e una di queste quasi gli causò la morte. Anche se Eisler non è sicuro, «se questo eccesso di erotismo [fosse] fatto solo con Nicolo in coppia, non lo dice. Tuttavia aveva sufficiente affetto per il ragazzo, ma la sua ossessione sessuale, secondo quello che lasciò scritto, sembrava essere giunta al termine». Tuttavia, Nigel Leask, nel 2004, afferma che Hobhouse avrebbe disapprovato la relazione di Byron con Giraud, e Fiona McCarthy fa notare nella sua biografia del 2002 che Lady Melbourne «aveva capito che il suo partner era femmina». In un sondaggio delle diverse opinioni biografiche e in disaccordo sulla relazione di Byron, inclusa quella con Giraud, scritta prima del 2004, Douglass fa notare che «nonostante la grande certezza sulla sua ambivalenza sessuale, la natura esatta di queste relazioni rimangono difficili da comprendere».

## Don Leon
George Colman, amico di Byron, scrisse in forma anonima il poema intitolato Don Leon; questo, secondo Bernard Grebanier, «descrive come Byron ha corteggiato Giraud con regali quando si conobbero la prima volta, cercando personalmente di influenzare la mente del ragazzo».
Il narratore Don Leon loda Giraud e afferma che il greco era così bello che:
Gave pleasing doubts of what his sex might be

And who that saw him would perplexed have been

For beauty marked his gender epicene.

In tutta la poesia, il narratore descrive come Byron (Don Leon) passa il suo tempo con Giraud:
"Spent half in love and half in poetry

The muse each morn I wooed, each eve the boy,

And tasted sweets that never seemed to cloy.

Il poema si conclude con la bellezza di Giraud che conquista tutti i mezzi che Byron potesse avere sulla relazione:
But thou, Giraud, whose beauty would unlock
The gates of prejudice, and bid me mock

The sober fears that timid minds endure,

Whose ardent passions women only cure,

Receive this faithful tribute to thy charms,

Not vowed alone, but paid too in thy arms.

For here the wish, long cherished, long denied,

Within that monkish cell was gratified.'

G. Wilson Knight, al contrario della maggior parte della critica iniziale, pensò che il poema era degno di risposta, anche se dice che è stata «del poeta l'alta qualità piuttosto indecente della nostra letteratura». Tuttavia, Grebanier crede che Colman, come «colui che riceve confidenze da Byron durante un periodo cruciale della vita del poeta, e come uomo che condivide con questi l'odio nei confronti di un qualsiasi tipo di pretesti ...deve aver inteso che era il soggetto ideale per la presentazione implacabile, incluso crudele, delle verità essenziali del dilemma morale di Byron, come un metodo potente per finire nelle pruderie che sempre sono state di moda in Gran Bretagna». L'obiettivo di Colman non era necessariamente dibattere su Giraud, bensì quello di reagire a coloro che parlavano di Byron e lo criticavano per il suo matrimonio fallito, la ragione del suo esilio. Ciò nonostante, il poema si concentra su Giraud, e, come nota Grebainer, «se, come dice il poema, il suo dibattere Giraud, l'effetto del nostro eroe è stato fissato in Nicolo Giraud», quindi le azioni di Byron sono accettabili perché «non c'era altro da fare che da seguire le usanze del paese (...)».
Byrne Fone, uno storico che si dedicò agli studi sulle relazioni omosessuali, sottolinea come il poema e la discussione fittizia della relazione tra Giraud e Byron forniscono elementi per comprendere le opinioni britanniche del XIX secolo sull'omosessualità. Per Fone, il poema fu scritto da qualcuno che conosceva Byron e rivela l'omosessualità del poeta. Fone evidenza inoltre che la pubblicazione nel 1833 del poema fu causa dell'arresto di William Bankes, un amico omosessuale di Byron, e dell'esecuzione di Henry Nicholls per la sua condotta omosessuale. Le linee iniziali del poema menzionano lo «storpio Talleyrand», William Beckford e William Courtenay. Fone dice che i riferimenti a Beckford e Courtenay vengono fatti per parlare del trattamento ingiusto degli omosessuali, i quali non hanno commesso in realtà alcun crimine, e per enfatizzare l'ipocrisia della cultura inglese dell'epoca sulla sessualità.
La poesia evidenzia poi il regime previsto per gli omosessuali, obbliga Don Leon a viaggiare in Grecia per poter realizzare i suoi desideri ed essere libero dal controllo intellettuale, quello che avviene quando Don Leon può stare vicino a Giraud. Il Giraud fittizio, secondo Fone, permette a Don Leon di rompere le catene dell'omofobia in Inghilterra. La poesia cerca di convincere Moore, che menziona i desideri sessuali di Byron. Fone conclude dicendo: «Non è tanto la poesia un efficace attacco contro i pregiudizi omofobi, ma l'esempio del poeta stesso».